# Ceilodiastrophon brunneum
Ceilodiastrophon brunneum là một loài bướm đêm trong họ Noctuidae.